# Ach-Charqiya (Arabie saoudite)
Pour les articles homonymes, voir Ach-Charqiya.
Ach-Charqiya, ou Ash Sharqiyah, (en arabe : الشرقية, aš-šarqiyya « l'orientale ») est la plus grande province d'Arabie saoudite, une des plus favorisées par la nature (perles, pêche, pétrole…), une des plus ouvertes et dynamiques (commerce maritime, émirats et sultanats et autres voisins). 
Elle est bordée par le golfe Persique, et comprend la partie est du Rub al-Khali, le Quart vide, désert couvrant 50 % du territoire saoudien. Son territoire est donc désertique à près de 95 %. 
Seule province sur le Golfe Persique, elle est bordée principalement par la riche province de Riyad à l'ouest, mais également par deux provinces enclavées, moins favorisées et peu peuplées, celles au nord de Al-Hudud ach-Chamaliya (capitale : Arar), et au sud de Najran (capitale : Najran).
Elle est frontalière du Koweït, de Bahreïn, du Qatar, des Émirats arabes unis et d'Oman.
Sa capitale et centre économique est Damman.
Son gouverneur est, de 1985 à 2010, le prince Mohammed bin Fahd bin Abdul Aziz al-Saoud (en arabe : الأمير محمد بن فهد بن عبدالعزيز السعود), né en 1950, diplômé de l'université de Californie à Santa Barbara (États-Unis).
Le phénomène climatique particulier de cette province consiste dans les chammals, vents du nord-ouest, qui soufflent de la fin du printemps au début de l'été, surtout en juin. 
Les principales productions primaires sont les dattes, et les produits de la mer.
Les principales productions secondaires sont le pétrole, le gaz et la pétrochimie, mais aussi l'eau de mer dessalée. 
Les chiites constituent une partie de la population côtière et pétrolière, peut-être 50%, régions de Al-Hassa et de Al-Hufuf, mais aussi de 90%Qatif, mais ces chiffres sont discutés et contestés. Cependant la minorité chiite est reconnue comme importante par les autorités du Royaume.

## Histoire
La région a participé, partiellement, aux civilisations de Dilmun puis de Gerrha. Le nestorianisme a été présent sur la côte. Les Qarmates ont dominé ensuite une partie de l'intérieur de la région (899-1077). Diverses dynasties se succèdent : Uyunides, Usfurides, Jabrides. 
De 1553 à 1670, elle constitue une part de l'Eyalet de Lahsa de l'Empire ottoman. De 1670 à 1793, les Banu Khalid gèrent la région de Al Hassa. Mohammed ben Abdelwahhab (1703-1792), fondateur du Wahhabisme dans le Nejd, et Mohammed Ibn Saoud (1710-1765) sont à l'origine du Premier État saoudien (1744-1818). La région redevient alors ottomane en 1818. L'histoire de la péninsule est ensuite assez complexe. 
Les Saoudiens prennent, par vagues, le contrôle de la région, principalement à l'effondrement de l'Empire ottoman, en 1913. 
Les zones habitées ont été connues sous le nom de Al-Ahsa (الأحساء) sous la domination ottomane.
Toute la région était surtout baptisée Bahreïn (البحرين), depuis la période pré-islamique, et jusqu'en 1521. 
Beaucoup de travaux d'historiens se réfèrent aux territoires, populations, activités et productions de la région également connue sous la dénomination de Hasa et Qatif (الأحساء و القطيف), du nom des villes antiques les plus célèbres : Qatif et Al-Hasa.
La plupart des autres villes, notamment Dammam et Khobar, ont été créées au cours du XXe siècle. 
Le sud du pays, constitué par l'est du désert du Rub al-Khali a un sable très meuble, qui ne convient pas pour installer des habitations stables et pérennes. Mais c'est surtout le manque d'eau qui dissuade toute tentative d'implantation humaine, et certaines larges régions sablonneuses n'ont pas vu un seul être humain depuis plusieurs décennies, voire plusieurs siècles.

## Villes et agglomérations
- centre
  - Khobar (الخبر), principal centre de commerce,
  - Dhahran (الظهران), centre industriel pétrolier, siège de Saudi Aramco, base aérienne de la Royal Saudi Air Force, université du Roi Fahd du Pétrole et des Mines, gisement de Ghamar,
  - Dammam (الدمام), capitale régionale, troisième ville saoudienne en nombre d'habitants, et principal port maritime,

- nord
  - Jubail (الجبيل), une des principales villes industrielles du royaume (routes 85, 613),
  - Ras Tanura (رأس تنورة), important centre de raffinerie de pétrole, port maritime d'exportation, et Najmah,
  - Qatif (القطيف), vaste oasis à population chiite, Awamia (العوامية), île de Tarout (جزيرة تاروت),
  - Saihat (سيهات),
  - Safwa (صفوى),

- plein nord
  - Hafar Al-Batin (حفر الباطن), vaste cité composée de 35 villages, avec à 60 km la Cité militaire du roi Khaled,
  - Ras-al-Khafji (الخفجي), importante cité industrielle, près du Koweït, occupée par les forces irakiennes pendant la Guerre du Golfe, route 95,
  - As Saffraniyah, Al Khawwari, Manifah, route 95,
  - Qariah Al-'Ulya,
  - Nairiyah ou No'ayriyah (النعيرية), ou Nuayriyah, routes 85 et 603,
  - La 603 joint Nuayriyah et Al-Hassa, dans le désert, via Rizhan, Al Wannan, Al Uyaynah, Al Qulayyib, Shifiyah, Umm Tali, Um Al-Hammam, Judah…,

- plein sud
  - Abqaïq (بقيق), ou Bqaiq, très important lieu pour l'exploitation du pétrole et du gaz (route 10, 70 km),
  - Al-Hassa (الأحساء), Al-Hufuf, Al Mutayrfi, Al Judidah, Al Marah, Al Qurayn, Ash Shi'bah, Al Ulaylah, Al Kilabiyah, Al 'Umran, Al Qarah, Al Jishshah, Al Munayzilah, Al Jubayl, At Taraf, Al Jafr, Al Ghuwaybah (route 10, 120-130 km)… et Al'Uyun, Al Marah (route 10, 100 km),
    - routes 10 (Udhailiyah), 85 (vers Qatar et UAE), 522, 603 (Al Tuhaimiyah), 612 (port d'Al Uqayr), et des pistes (Ayn Dar…),

  - Harad, gisement de Ghawar, à égale distance de Riyad et du Golfe Persique, avec des installations agricoles,
  - Salwa, ville-nouvelle, à la frontière qatarie, face à As Salwa.
  - Shayba dans le Rub al-Khali, près de la frontière des Émirats arabes unis, gisement de pétrole,
  - Udhailiya : important centre de production et de traitement du pétrole,
  - Yabrin…

## Gouverneurs
- Abdoul Mouhsin ben Abdallah ben Jilouï Al Saoud (ar) (1967-1985)
- Muhammad bin Fahd (1985-2013)
- Saoud ben Nayef Al Saoud (en) (depuis 2013)